# Sphinx separatus
Sphinx separatus är en fjärilsart som beskrevs av Berthold Neumoegen 1885. Sphinx separatus ingår i släktet Sphinx och familjen svärmare. Inga underarter finns listade i Catalogue of Life.